# Strijenlegende
De Strijenlegende of Strijensage is een verzinsel dat dateert uit omstreeks 1600; het is gebaseerd op twee vervalste 'middeleeuwse' oorkonden. Het verhaal moest in de Tachtigjarige Oorlog aannemelijk maken dat het westen van Noord-Brabant, voordat het onderdeel werd van het hertogdom Brabant, al eeuwen een zelfstandig graafschap was, samen met een deel van het graafschap Holland. De sage is geconstrueerd om te benadrukken dat de oude graven en andere heersers altijd veel aan de katholieke Kerk hadden geschonken, en dat hun afstammelingen verplicht waren de bezittingen van de Kerk te beschermen, en wanneer deze vervreemd waren, moesten de moderne heersers hun best doen ze aan de Kerk terug te geven.

## Valsheid in geschrifte
Daartoe werd, waarschijnlijk tegen het jaar 1606, een tweetal 'oude' oorkonden gefabriceerd, die zogenaamd uit 967 en 992 zouden stammen. De eerste die een deel van een van de charters publiceerde was de vroeg-17e-eeuwse historicus Wouter van Gouthoeven in zijn grote werk D'oude chronĳcke ende historien van Holland (1620). Voordien werden ze nergens genoemd, ook niet in de verschillende middeleeuwse en zestiende-eeuwse inventarissen die er van het Bredase archief bestaan.
Al in de achttiende eeuw werd er aan het waarheidsgehalte van dit verhaal getwijfeld, en in de 19e eeuw werd het geheel ontkracht. Onderzoek wordt gecompliceerd doordat de originele documenten niet meer bestaan; er zijn alleen afschriften.

## 'Graafschap Strijen'
Volgens deze sage (die in populaire publicatie ten onrechte ook wel legende of mythe wordt genoemd), zoals verhaald door verschillende geschiedschrijvers uit de 17e en 18e eeuw, zou er al in de 1e eeuw een gebied hebben bestaan met de naam 'Streona', overeenkomend met het huidige Strijen, waar volgens Plinius de Oudere de Toxandriërs woonden. Rond 650 zou er al sprake zijn geweest van een Graafschap Strijen, waarvan de oudst bekende heerser de heilige Gertrudis van Landen zou zijn geweest, een dochter van hofmeier Pepijn van Landen. Via opvolging door zijtakken zou in de tiende eeuw de vrome Hilsondis gravin van Strijen zijn geworden, die getrouwd was met Ansfried (ca. 940-1010). Zij stichtten het klooster Thorn, waar hun dochter Benedicta de eerste abdis werd. Ansfried werd daarna bisschop van Utrecht. Het gebied zou inmiddels een flinke omvang hebben bereikt: behalve Strijen zelf de latere heerlijkheden Breda en Bergen op Zoom en onder meer de plaatsen Zevenbergen, Geertruidenberg, Steenbergen, Oostmalle, Ekeren en Merksem.
Na Hilsondis zou de heerschappij over Strijen weer via zijtakken zijn doorgegeven, tot het gebied in 1039 in een noordelijk en een zuidelijk deel gesplitst werd, Strijen en Breda. De eerste heer van Breda zou Hendrik van Brunesheim hebben geheten, en een voorvader van de prinsen van Oranje zijn geweest, die in de Republiek der Verenigde Nederlanden als stadhouder fungeerden. Strijen en een aantal andere bezittingen in de omgeving zouden zijn toegevallen aan het kapittel van Geertruidenberg, en die had Willem van Oranje zich in 1573 toegeëigend nadat de stad Geertruidenberg voor de Oranjes had gekozen.

## Filips Willem
De oorkonden zijn mogelijk gefabriceerd door aanhangers van prins Filips Willem van Oranje, de door de Spanjaarden geroofde en katholiek opgevoede oudste zoon van Willem van Oranje, die heer van Breda was en kennelijk in staat werd geacht om de bezittingen van de katholieke Kerk terug te geven die door de protestantse Oranjes in beslag waren genomen.
Ton Kappelhof geeft in zijn studie Het ontstaan van de Strijenlegende aan dat dit gebeurd moet zijn omstreeks 1606, toen bekend was dat Philips Willem baron van Breda zou worden en in het huwelijk zou treden met een Franse prinses. Een eerdere studie, van K.A.H.W. Leenders, gaat uit van een oudere datum en van het belang van de Oranjes tegenover dat van de koning van Spanje. De auteur zou dan een met name genoemde ambtenaar van de Nassause Domeinraad zijn, waar het archief van Breda indertijd berustte. Volgens Kappelhof is dat onwaarschijnlijk, omdat de archieven uit die periode, vóór 1588, geen spoor vertonen van de informatie uit de valse oorkonden.
Filips Willem overleed kinderloos in 1618. Zijn erfenis verviel aan zijn protestantse broers Maurits en Frederik Hendrik, waardoor de kans klein werd dat de voormalige katholieke bezittingen ooit nog naar de Kerk terug zouden gaan. Wel werd de Strijen-sage in later jaren nog gebruikt voor andere doeleinden: de abdis van Thorn zag er een middel in om haar rijke erfgoed in West-Brabant te beschermen tegen de begerige Oranjeheren. In de achttiende eeuw (onder meer in 1773) werden de oorkonden gebruikt om de onafhankelijkheid van de baron van Breda, die tevens de prins van Oranje was, te ondersteunen ten opzichte van de Staten-Generaal van de Nederlanden.